# Oxyopes nenilini
Oxyopes nenilini là một loài nhện trong họ Oxyopidae.
Loài này thuộc chi Oxyopes. Oxyopes nenilini được miêu tả năm 2009 bởi Esyunin & Tuneva.